# HMS Aboukir (1900)
Pour les autres navires du même nom, voir HMS Aboukir.
Le HMS Aboukir est un croiseur cuirassé de classe Cressy construit pour la Royal Navy dans les années 1900. Une fois achevé, il fut assigné à la flotte méditerranéenne et y passa la plus grande partie de sa carrière. Placé en réserve à plusieurs reprises, il fut remis en service au début de la Première Guerre mondiale, où il joua un rôle mineur dans la bataille de Heligoland quelques semaines après le début de la guerre. L'Aboukir fut coulé par le sous-marin allemand U-9 en mer du Nord avec ses deux sister-ships durant l'action du 22 septembre 1914 ; 527 hommes membres d'équipage furent portés disparus.

## Conception
Le HMS Aboukir avait une longueur hors-tout 143,9 mètres (472 pieds), un faisceau de 21,3 mètres et un tirant d'eau de 8,2 mètres, déplaçant 12 000 tonnes. Il était propulsé par deux moteurs à vapeur quatre cylindres à triple expansion, alimentés par 30 chaudières Belleville et conduisant tous deux un arbre. Sa puissance était de 21 000 chevaux-vapeur (16 000 kW) produisant une vitesse de pointe de 21 nœuds (38,9 km/h). Lors de leurs essais en mer, tous les croiseurs de classe Cressy, à l'exception du navire de tête, dépassèrent leur vitesse prévue. D'une capacité de transport de 1 600 tonnes de charbon, son équipage variait de 725 à 760 officiers et hommes d'équipage.
Son armement principal était composé de deux canons 9,2 pouces BL Mk X (234 mm) à chargement par culasse en tourelle simple, dont une était à l'avant et l'autre à l'arrière de la superstructure. Ces canons tiraient des obus de 380 livres (170 kg) sur une distance de 15 500 verges (14 200 mètres). Son armement secondaire comprenait douze canons Mk VII BL de 6 pouces (en) disposés dans des casemates au milieu du navire. Huit d'entre eux étaient montés sur le pont principal et n'étaient utilisables que par temps calme. Ces canons tiraient des obus de 100 livres (45 kg) sur une distance de 12 200 verges (11 200 mètres). Une douzaine de canons de 12 livres à tir rapide (QF) furent équipés pour la défense contre les torpilleurs, huit sur les casemates du pont supérieur et quatre dans la superstructure. Le navire était également équipé de trois canons Hotchkiss de 3 livres (47 mm) et de deux tubes lance-torpilles de 18 pouces (457 mm).
La ceinture blindée à la ligne de flottaison du navire avait une épaisseur de 2 à 6 pouces (51 à 152 mm) et était fermée par des cloisons transversales de 5 pouces (127 mm). L'épaisseur du blindage des tourelles et de leurs barbettes était de 6 pouces tandis que le blindage de la casemate mesurait un pouce de moins. Le pont de protection était équipé d'un blindage d'une épaisseur variant de 1 à 3 pouces (25-76 mm) et la tourelle par un blindage de 12 pouces (305 mm).

## Historique
Il est mis sur cale au chantier naval Fairfield Shipbuilding and Engineering Company de Govan (Écosse) le 9 novembre 1898 et est lancé le 16 mai 1900. En mars 1901, le croiseur arrive au chantier de Portsmouth pour l'aménagement de son armement. Achevé au début de l'année suivante, l'Aboukir est mis en service le 3 avril 1902, sous le commandement du Capitaine Charles John Graves-Sawle. Le navire est affecté à la flotte méditerranéenne dès sa mise en service, quittant Portsmouth au début de mai et arrivant à Malte plus tard le même mois.
Il est déployé à deux reprises en Méditerranée, en mai 1902 et en décembre 1907. En septembre 1902, l'Aboukir visite Nauplie avec d'autres navires de la flotte.
Lorsqu'il rentre au Royaume-Uni en 1912, le navire est placé en réserve durant deux années, avant d'être assigné au 7e escadron de croiseurs peu après le déclenchement de la Première Guerre mondiale en août 1914,. L'escadron fut chargé de patrouiller dans la zone "Broad Fourteens (en)" en mer du Nord à l'appui d'une force de destroyers et de sous-marins basés à Harwich qui protégeaient l'extrémité orientale de la Manche contre les navires de guerre allemands tentant d'attaquer la route d'approvisionnement entre l'Angleterre et la France. Lors de la bataille de Heligoland le 28 août, le navire faisait partie de la Force de croiseur "C", en réserve au large des côtes néerlandaises. Il ne vit aucune action.

### Action du 22 septembre 1914

Carte des attaques.

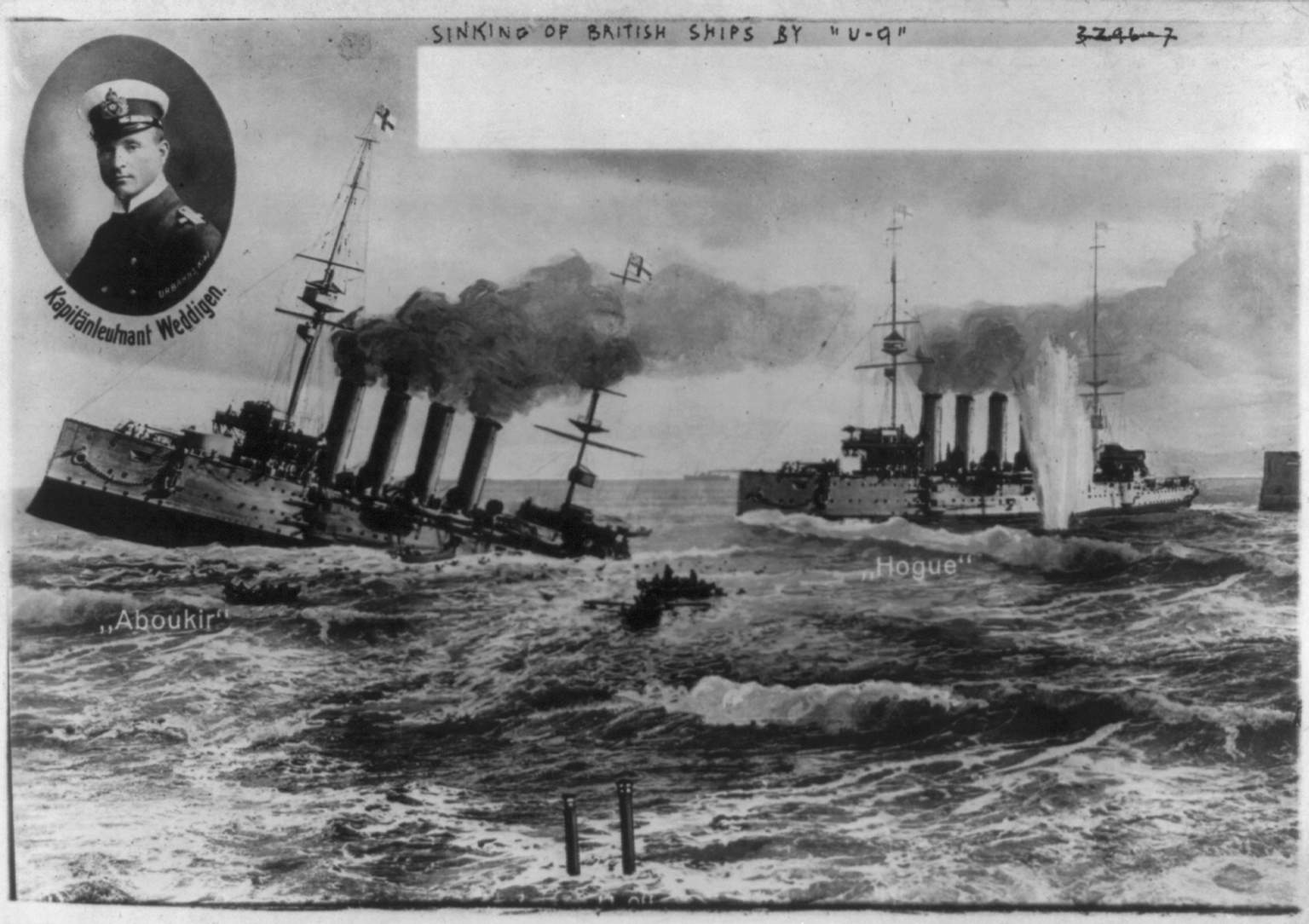
L'Aboukir et le coulés par l'U-9. Carte postale allemande.

Au matin du 22 septembre 1914, l'Aboukir et ses sister-ships, Cressy et Hogue, patrouillaient sans aucune escorte de destroyers à cause du mauvais temps. Les trois navires étaient alignés à environ 2 000 mètres (2 000 verges) et naviguaient à une vitesse de 10 nœuds (18,5 km/h). Ils ne s'attendaient pas à une attaque sous-marine, bien qu'ayant des postes de surveillance et disposant d'un canon de chaque côté pour attaquer les sous-marins potentiellement dangereux. Le temps s'était adouci en matinée et Tyrwhitt était en route pour renforcer les croiseurs avec huit destroyers.
L'U-9, commandé par le Kapitänleutnant Otto Weddigen, avait reçu l'ordre d'attaquer les transports britanniques à Ostende, mais avait été contraint de plonger et de se mettre à l'abri de la tempête. Lors de son transit, il repère alors les navires britanniques et manœuvre pour attaquer. À 06 h 20, il tire une torpille sur l'Aboukir qui le touche à tribord ; le capitaine John Drummond, pensant avoir touché une mine, ordonne aux deux autres navires de se rapprocher pour transférer ses blessés. Gîtant rapidement, l'Aboukir chavire vers 06 h 55 malgré de multiples efforts pour le maintenir à flot. Au moment où Drummond ordonne l'abandon du navire, seul un canot de sauvetage est disponible, les autres ayant été détruits ou ne pouvant être abaissés par manque de vapeur pour alimenter les treuils des canots.
Alors que le Hogue s'approchait de son sister-ship, le capitaine du navire, Wilmot Nicholson (en), réalisa qu'il s'agissait d'une attaque sous-marine et demanda au Cressy de localiser un périscope, chose qu'il ne fera pas car son équipage était occupé à jeter par-dessus bord tout ce qui flottait pour venir en aide aux survivants de l'Aboukir luttant dans les eaux glaciales de la mer du Nord. Vers 06 h 55, le Hogue est touché par deux torpilles. Le croiseur chavire environ dix minutes après avoir été torpillé car toutes ses portes étanches avaient été laissées ouvertes, finissant par sombrer à 07 h 15.
Le Cressy tente une attaque à l'aveugle sans grand succès, puis reprend ses opérations de sauvetage jusqu'à son torpillage à 07 h 20. Prenant rapidement l'eau, le croiseur chavire et coule à 07 h 55. Plusieurs navires hollandais commencent à secourir des survivants vers 08 h 30, rejoints par des chalutiers britanniques et la force opérationnelle de Tyrwhitt à 10 h 45. Au total, 837 hommes furent sauvés (dont le midshipman Wenman Wykeham-Musgrave, qui réchappa successivement des trois naufrages), tandis que 1 397 marins et 62 officiers moururent en mer. Parmi ceux-ci, l'Aboukir perdit un total de 527 hommes.
En 1954, le gouvernement britannique vendit les droits de récupération des trois navires à une société allemande qui les a ensuite vendus à une société néerlandaise, les opérations de récupération du métal des épaves débutant en 2011,.